# Emma Donoghue

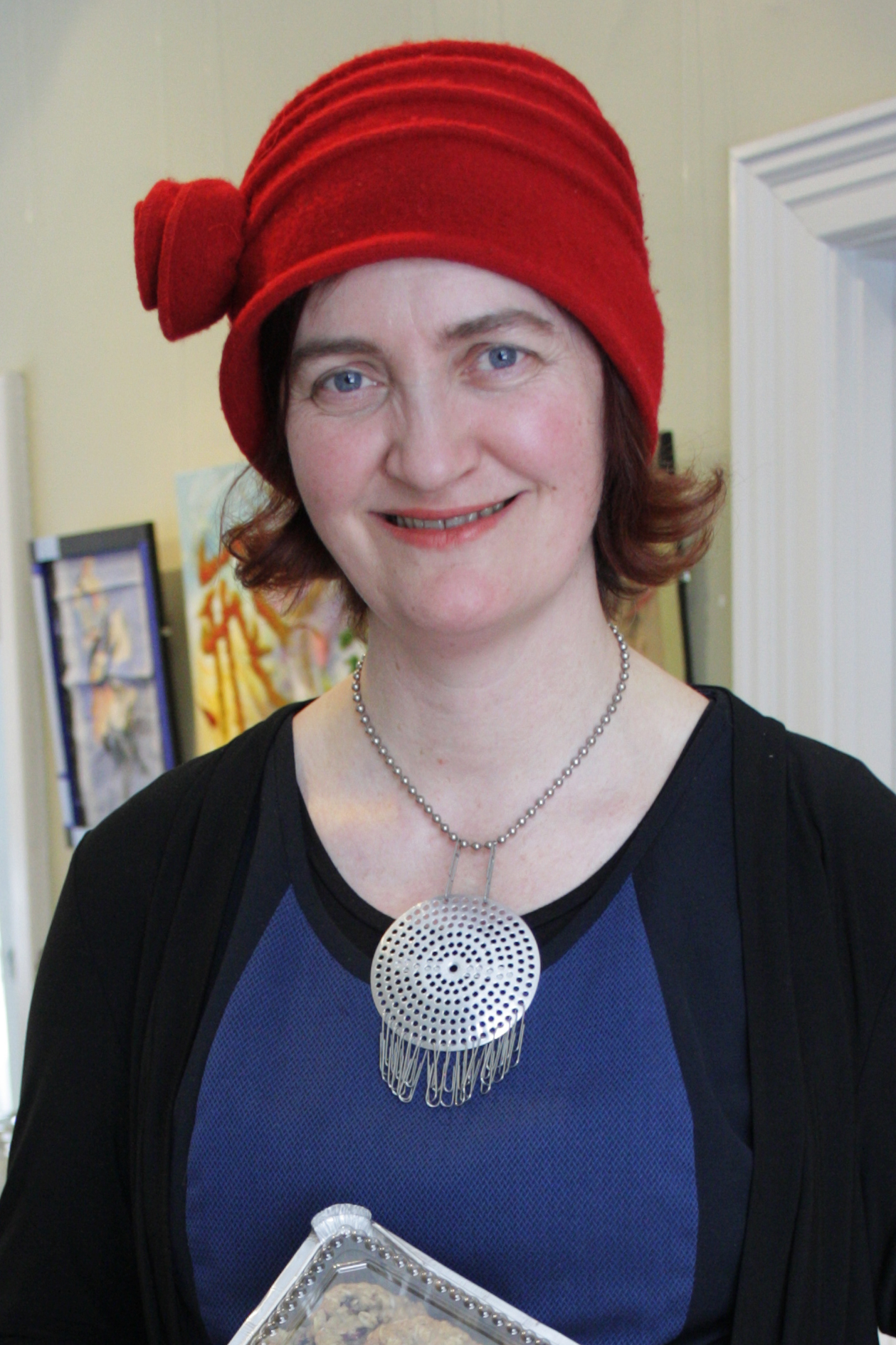
Emma Donoghue (2015)

Emma Donoghue (* 24. Oktober 1969 in Dublin) ist eine kanadische Schriftstellerin irischer Herkunft.

## Leben
Emma Donoghue wurde in Dublin als jüngstes von acht Kindern geboren; ihr Vater ist der Literaturkritiker Denis Donoghue. Sie erlangte den B.A. vom University College Dublin (in Englisch und Französisch) und einen Ph.D. (Englisch) von der Universität Cambridge. 1998 verlegte sie ihren Wohnsitz nach London in Ontario, wo sie mit ihrer Lebensgefährtin und ihren Kindern lebt. Die kanadische Staatsangehörigkeit erwarb sie 2004.
An Raum (2015) und The Wonder (2022), Verfilmungen ihrer gleichnamigen Romane, arbeitete Donoghue auch als Drehbuchautorin mit.

## Auszeichnungen (Auswahl)
- 1997 Stonewall Book Award (Fiktion) für Hood
- 2006 Ferro-Grumley Award für lesbische Literatur für Slammerkin
- 2008 Lambda Literary Award für The Sealed Letter
- 2010 Irish Book Award (bester Roman) für Room
- 2010 Rogers Writers’ Trust Fiction Prize für den besten kanadischen Roman des Jahres für Room
- 2011 Stonewall Book Award (Sachbuch) für Inseparable: Desire Between Women in Literature
- 2013 Auswärtiges Ehrenmitglied der American Academy of Arts and Sciences
- 2016 AWB Vincent American Ireland Fund Literary Award
- 2017 Buchmessenpreis in Hamburg

## Werke

### Romane
- 1994 Stir Fry.
  - Übers. Gabriele Weber-Jarić: Zartes Gemüse, scharf gewürzt. Econ, Düsseldorf 1996, ISBN 3-612-27248-9
  - Neuübers., dieselbe Übersetzerin: Als Maria in Dublin die Liebe fand. Roman. Hg. Andrea Krug. Verlag Krug & Schadenberg, Berlin 2017
- 1995 Hood.
- 2000 Slammerkin.
  - Übers. Armin Gontermann: Das rote Band. Roman. Piper, München 2013, ISBN 978-3-492-05522-2
- 2004 Life Mask.
- 2007 Landing.
  - Übers. Adele Marx: Zarte Landung. Roman. Krug & Schadenberg, Berlin 2013, ISBN 978-3-930041-90-9
- 2008 The Sealed Letter.
- 2010 Room.
  - Übers. Armin Gontermann: Raum. Piper, München 2011, ISBN 978-3-492-05466-9
- 2014 Frog Music.
- 2016 The Wonder.
  - Übers. Thomas Mohr: Das Wunder. Wunderraum, München 2017, ISBN 978-3-336-54788-3

### Erzählungen (Auswahl)
- 1997 Kissing the Witch
- 2002 The Woman Who Gave Birth to Rabbits
- 2006 Touchy Subjects

### Bühnenstücke
- 1993 I Know My Own Heart
- 1996 Ladies and Gentlemen
- 2000 Kissing The Witch
- 2005 Don't Die Wondering
- 2011 The Maeve Brennan Project

### Hörspiele
- 1996 Trespasses
- 2000 Don´t Die Wondering
- 2001 Exes
- 2003 Humans and Other Animals
- 2003 Mix

### Drehbücher
- 2001 Pluck (Kurzfilm)
- 2015 Raum
- 2022 Das Wunder

### Sachbücher
- 1993 Passions Between Women: British Lesbian Culture 1668-1801
- 1998 We Are Michael Field
- 2010 Inseparable: Desire Between Women in Literature

### Als Herausgeberin
- 1997 What Sappho Would Have Said
- 1999 The Mammoth Book Of Lesbian Short Stories